# Kimi ga Shinu Made Ato Hyaku Nichi
Kimi ga Shinu Made Ato Hyaku Nichi ( 君が死ぬまであと100日, 100 ngày trước khi cậu ra đi) là một bộ manga Nhật Bản được viết và minh họa bởi Migihara. Bộ truyện được đăng dài kì trên ứng dụng Manga Mee của công ty xuất bản Shueisha từ ngày 1 tháng 11 năm 2018 đến ngày 1 tháng 10 năm 2020, và cũng đồng thời được phát hành trên tạp chí manga Shonen Jump+  từ ngày 23 tháng 1 năm 2020 đến ngày 1 tháng 10 năm 2020.
Bộ manga này là tác phẩm đầu tay của Migihara. Câu chuyện kể về Tsuda Rintarou, một nam sinh cao trung có khả năng nhìn thấy tuổi thọ và Kanzaki Umi, một nữ sinh cao trung với thời gian sống còn lại chưa đầy 100 ngày. Tác giả Migi Hara đã miêu tả bộ truyện của mình là “một câu chuyện về cuộc chiến chống lại tuổi thọ và số phận".

## Cốt truyện
Tsuda Rintarou, một học sinh cao trung sở hữu khả năng nhìn thấy tuổi thọ của các sinh vật. Tuy nhiên cậu lại gặp khó khăn với chính khả năng của mình kể từ khi còn là một đứa trẻ, do cậu chỉ có thể nhìn mọi người xung quanh mình dần dần ra đi mà không thể giúp đỡ. Một ngày nọ, câụ nhận ra người bạn thơ ấu của mình, Kanzaki Umi, người mà cũng chính cậu có tình cảm chỉ còn chưa đầy 100 ngày để sống.
Trong giai đoạn lên ý tưởng, nữ chính sẽ qua đời sau 100 ngày và toàn bộ câu chuyện sẽ là câu hỏi "làm thế nào để sống trong 100 ngày", tuy nhiên do quá tăm tối, câu chuyện đã được thay đổi thêm hài lãng mạn và vẫn giữ nguyên cốt truyện chính ban đầu.

## Nhân vật
- Tsuda Rintarou (津田林太郎?)

Trong truyện, Tsuda Rintarou được miêu tả như một nhân vật rất dễ xúc động. Tên của nhân vật này có nguồn gốc từ việc tác giả có một người bạn với biệt danh "Tarou".
- Kanzaki Umi (神崎うみ?)

Kanzaki Umi là bạn thời thơ ấu của Tarou. Trong chương đầu tiên của truyện, Tarou thú nhận tình cảm của mình với Umi và được Umi chấp nhận, nhưng ngay sau đó, Tarou nhận ra Umi chỉ còn khoảng 100 ngày nữa để sống. Trái ngược với vẻ ngoài nữ tính, trong truyện Umi được miêu tả như một nhân vật trung tính và ít chú ý đến người khác.

## Manga
Bộ truyện được viết và minh họa bởi Migihara. Bộ truyện được phát hành trên ứng dụng đọc trực tuyến Manga Mee từ ngày 1 tháng 11 năm 2018 và cũng bắt đầu được xuất bản trên tạp chí Shōnen Jump+ từ ngày 23 tháng 1 năm 2020. Bộ truyện kết thúc vào ngày 1 tháng 10 năm 2020. Nhà xuất bản Shueisha đã phát hành 6 tập tankōbon xuất bản từ 25 tháng 11 năm 2019 đến 25 tháng 11 năm 2020.

##### Danh sách tập truyện
| # | Ngày phát hành Tiếng Nhật | ISBN Tiếng Nhật   |
| - | ------------------------- | ----------------- |
| 1 | 25 tháng 11 năm 2019      | 978-4-08-844270-9 |
| 2 | 24 tháng 1 năm 2020       | 978-4-08-844307-2 |
| 3 | 25 tháng 3 năm 2020       | 978-4-08-844322-5 |
| 4 | 25 tháng 5 năm 2020       | 978-4-08-844342-3 |
| 5 | 25 tháng 11 năm 2020      | 978-4-08-844366-9 |
| 6 | 25 tháng 11 năm 2020      | 978-4-08-844401-7 |